# Forcipomyia lacrimatorii
Forcipomyia lacrimatorii är en tvåvingeart som beskrevs av John William Scott Macfie 1939. Forcipomyia lacrimatorii ingår i släktet Forcipomyia och familjen svidknott. Inga underarter finns listade i Catalogue of Life.